# Расселл, Джон (актёр)
Джон Расселл (англ. John Russell), полное имя Джон Лоуренс Расселл (англ. John Lawrence Russell; 3 января 1921 года — 19 января 1991 года) — американский актёр кино и телевидения 1940—1980-х годов.
За время своей кинокарьеры Расселл сыграл в таких фильмах, как «Тёмный угол» (1946), «Амбер навсегда» (1947), «Ловко устроился» (1948), «Жёлтое небо» (1948), «История Молли Х» (1949), «Поддержка» (1949), «Бродяга в седле» (1950), «Яркий свет солнца» (1953), «Рио Браво» (1959), «Йеллоустоун Келли» (1959), «Джоси Уэйлс — человек вне закона» (1976) и «Имя ему смерть» (1985).
Более всего американскому зрителю Расселл известен по главной роли международного искателя приключений в телесериале «Солдаты удачи» (1955—1957), а также как исполнитель заглавной роли в телесериале-вестерне «Представитель закона» (1958—1962).

## Ранние годы жизни и служба в армии
Джон Расселл родился 3 января 1921 года в Лос-Анджелесе. Он происходил из семьи американских пионеров, в числе первых из прибывших в Лос-Анджелес. После окончания школы Расселл учился в Калифорнийском университете, где активно занимался спортом.
Со вступлением США во Вторую мировую войну в 1942 году Расселл пошёл служить в морскую пехоту. В звании лейтенанта его направили на Гуадалканал в качестве помощника офицера разведки. Однако его военная карьера не была продолжительной. Он заболел малярией и был уволен из морской пехоты по медицинским основаниям. По некоторым сведениям, он был награждён за доблесть за участие в битве при Гуадалканале.

## Карьера в кинематографе
Вскоре после возвращения в США Расселл познакомился с голливудским агентом по поиску талантов, который почувствовал в нём потенциал и пригласил на пробы на киностудию 20th Century Fox. Расселл принял его совет и вскоре подписал с Fox контракт как актёр второго плана.
Расселл дебютировал в кино в эпизодической роли капитана в военной драме «Колокол Адано» (1945) с участием Джин Тирни и Джона Ходяка. Год спустя Расселл сыграл небольшие роли в тюремной драме «За этими стенами» (1946), а также в фильмах нуар «Где-то в ночи» (1946), где он был морским капитаном, и «Тёмный угол» (1946), где у него была эпизодическая роль полицейского. В 1947 году Расселл сыграл роль второго плана в скандальной исторической мелодраме Отто Премингера «Амбер навсегда» (1947) с Линдой Дарнелл в заглавной роли, а год спустя исполнил заметные роли второго плана в семейной комедии «Ловко устроился» (1948) с Клифтоном Уэббом в главной роли и вестерне с Грегори Пеком «Жёлтое небо» (1948).
В фильме нуар «Поддержка» (1949) Расселл получил одну из главных ролей управляющего казино, который убивает своего мафиозного босса, подставив в убийстве своего бывшего товарища, одновременно намереваясь жениться на невесте этого товарища. В том же году в приключенческой мелодраме «Ураган Слэттери» (1948) Расселл сыграл важную роль военного летчика военного-морского флота и бывшего боевого товарища заглавного героя (Ричард Уидмарк), с которым у него возникают проблемы из-за отношений с девушкой (Линда Дарнелл). В фильме нуар «История Молли Х» (1949) у Расселла была одна из главных ролей члена банды грабителей, который ценой собственной свободы спасает главную героиню (Джун Хэвок) от обвинения в убийстве.
В 1950—1951 годах Расселл сыграл важные роли второго плана в вестернах «Бродяга в седле» (1950) и «Френчи» (1950) с Джоэл Маккри в главной роли, а также «Человек в седле» (1951), где главную роль исполнил Рэндольф Скотт. В детективном фильме нуар «Толстяк» (1951) Расселл сыграл респектабельного владельца ранчо, которое он приобрёл на деньги, полученные в результате банковского ограбления. Фильм нуар «Бандитская империя» (1952) рассказывает о бывшем гангстере Джо Грэе (Джон Расселл), который возвращается с войны героем и пытается встать на честный путь, за что его бывшие сообщники намеренно подставляют его властям как главаря преступного синдиката. В итоге Джо вынужден взять правосудие в свои руки и помогает разоблачить истинных преступников. Кинокритик «Нью-Йорк таймс» Эйб Вейлер высоко оценил актёрскую игру в картине, отметив среди прочих и Расселла, который «играет бывшего гангстера строго и без излишних театральных украшательств». В том же году Расселл сыграл одну из главных ролей в комедийном вестерне Джона Форда «Яркий свет солнца» (1952).
В 1954—1958 годах Расселл играл преимущественно вторые главные роли в вестернах категории В, среди них «Юбилейный маршрут» (1954), «Адский форпост» (1955), «Последняя команда» (1955), «Девушки Далтона» (1957) и «Форт павших» (1958). В 1957 году вышел фильм нуар «Адский переплёт» (1957), в котором Расселл сыграл главную роль изобретательного и беспринципного «мозгового центра и руководителя похищения принадлежащих военным наркотиков с корабля в порту Лос-Анджелеса». После одной из главных ролей вождя индейцев племени сиу в вестерне «Йеллоустоун Келли» (1959) Расселл сыграл заметную роль второго плана в высоко ценимом вестерне Говарда Хоукса «Рио Браво» (1959) с Джоном Уэйном в главной роли шерифа. В этой картине Расселл предстал в образе богатого землевладельца, который решает отомстить шерифу за арест своего брата-бандита.
На некоторое время Расселл перестал сниматься в кино, сосредоточившись на работе на телевидении, в частности, на съёмках в сериале «Представитель закона» (1958—1962), где он играл главную роль. Во второй половине 1960-х годов Расселл сыграл в серии малозначимых картин, среди них вестерны «Восстание апачей» (1965), «Оружие врага» (1967), «Форт Юта» (1967) и «Солдат» (1968), а также криминальные мелодрамы «Если не виновен — отпусти» (1968) и «Горящие джунгли» (1968).
После вестерна «Пушки для Кордобы» (1970) с Джорджем Пеппардом в главной роли у Расселла не было серьёзных работ в кино пока его старый друг Клинт Иствуд не пригласил его сыграть в трёх своих картинах. В вестерне «Джоси Уэйлс — человек вне закона» (1976) Расселл сыграл командира партизанского отряда конфедератов Уильяма Т. Андерсона, под началом которого служит герой Иствуда. После небольшой роли в музыкальной комедии Иствуда «Поющий по кабакам» (1982) Рассел памятно сыграл продажного маршала в вестерне Иствуда «Имя ему смерть» (1985). После трёхлетнего перерыва Расселл последний раз появился на большом экране в криминальной комедии «Под прицелом» (1988).

## Карьера на телевидении
В 1950-е годы Расселл стал работать на телевидении, где играл главные роли в нескольких популярных сериалах. В 1955—1957 годах Расселл и Чик Чандлер исполняли главные роли пары международных искателей приключений в 52 эпизодах остросюжетного телесериала «Солдаты удачи», который был особенно популярен у мальчиков школьного возраста.
В 1958 году на телеканале ABC вышел вестерн-сериал «Представитель закона», где Расселл играл главную роль немногословного, но добросердечного маршала Дэна Троопа в небольшом городке в Вайоминге, который берёт себе в ученики и помощники 19-летнего сироту. Шоу имело успех у зрителя, в течение четырёх сезонов вышло 156 эпизодов сериала. Эта работа стала самой известной у Расселла.
У Расселла были также постоянные роли в криминальном сериале «Требуется вор» (1969, 5 эпизодов) и в детском научно-фантастическом сериале «Джейсон из звёздного командования» (1979, 12 эпизодов), где он играл «синекожего, пунктуального командира корабля Стоуна с Альфа Центавры».
Расселл также был гостевой звездой таких сериалов, как «Студия 57» (1955), «Шайенн» (1958, 2 эпизода), «Шугарфут» (1958), «Мэверик» (1958—1960, 3 эпизода), «Сансет-Стрип, 77» (1961), «Дэниел Бун» (1965), «Прозвища Смит и Джонс» (1971—1972, 4 эпизода), «Дымок из ствола» (1974), «Маклауд» (1974) и «Полицейская история» (1974).

## Актёрское амплуа и оценка творчества
Как было отмечено в некрологе в газете «Сиэтл таймс», Джон Расселл был «высоким, тёмным, красивым актёром», у которого было «суровое лицо с выступающими скулами». Историк кино Джим Бивер также обратил внимание на «тёмные волосы и внешнюю привлекательность» Расселла, что после окончания Второй мировой войны позволило ему заключить контракт со студией Twentieth Century Fox, где он «стал играть вторые главные роли, а иногда бандитов в крупных картинах». После истечения срока контракта с Fox Расселл заключил договор с Republic Pictures, где «сделал себя имя как высокий, красивый актёр вестернов». По информации Turner Classic Movies, в разное время Расселл работал как контрактный актёр на студиях Universal Pictures, Republic и Warner Bros, сыграв в общей сложности более чем в 50 фильмах. «Сиэтл таймс» сообщает, что «Расселл сыграл в десятках фильмов, где был как хорошим, так и плохим парнем, как правило это были характерные роли или роли второго плана». По словам историка кино Хэла Эриксона, «в послевоенные годы он много работал в кино и на телевидении во вторых главных ролях или во вспомогательных ролях злодеев». По мнению «Сиэтл таймс», несмотря на достойный список киноработ, включающий такие фильмы, как «Рио Браво» (1959), «Джоси Уэйлс — человек вне закона» (1976) и «Имя ему смерть» (1985), более всего Расселла помнят по заглавной роли в телесериале «Представитель закона» (1958—1962).

## Личная жизнь
Расселл был женат дважды. В 1943 году он женился на Ренате Титус. В браке родилось 3 детей, однако в 1966 году супруги развелись. В 1973 году Расселл женился на Линдер Уорнер Росс, с которой развёлся в 1974 году, детей в этом браке не было.

## Смерть
Джон Расселл умер 19 января 1991 года от осложнений после эмфиземы в больнице Лос-Анджелеса, ему было 70 лет.

## Фильмография
| Год        |   | Русское название                 | Оригинальное название            | Роль                                                      |
| ---------- | - | -------------------------------- | -------------------------------- | --------------------------------------------------------- |
| 1945       | ф | Королевский скандал              | A Royal Scandal                  | гвардеец (в титрах не указан)                             |
| 1945       | ф | Колокол Адано                    | A Bell for Adano                 | капитан Андерсон (в титрах не указан)                     |
| 1945       | ф | В этих стенах                    | Within These Walls               | Роджерс                                                   |
| 1946       | ф | Тёмный угол                      | The Dark Corner                  | полицейский в квартире Тони (в титрах не указан)          |
| 1946       | ф | Где-то в ночи                    | Somewhere in the Night           | капитан морской пехоты (в титрах не указан)               |
| 1946       | ф | Три маленьких девочки в синем    | Three Little Girls in Blue       | молодой человек на вечеринке (в титрах не указан)         |
| 1947       | ф | Амбер навсегда                   | Forever Amber                    | Блэк Джек Маллард                                         |
| 1948       | ф | Ловко устроился                  | Sitting Pretty                   | Билл Филби                                                |
| 1948       | ф | Жёлтое небо                      | Yellow Sky                       | Длинный                                                   |
| 1949       | ф | Ураган Слаттери                  | Slattery's Hurricane             | лейтенант Хобби Хобсон                                    |
| 1949       | ф | Девушка, которая завоевала Запад | The Gal Who Took the West        | Грант О'Хара                                              |
| 1949       | ф | История Молли Х                  | The Story of Molly X             | Кэш Брейди                                                |
| 1949       | ф | Поддержка                        | Undertow                         | Дэнни Морган                                              |
| 1950       | ф | Бродяга в седле                  | Saddle Tramp                     | Рокки                                                     |
| 1950       | ф | Френчи                           | Frenchie                         | Лэнс Коул                                                 |
| 1951       | ф | Толстяк                          | The Fat Man                      | Джин Гордон                                               |
| 1951       | ф | Летающая береговая охрана        | Fighting Coast Guard             | Барни Уокер                                               |
| 1951       | ф | Босой почтальон                  | The Barefoot Mailman             | Терон                                                     |
| 1951       | ф | Человек в седле                  | Man in the Saddle                | Хью Клэгг                                                 |
| 1952       | ф | Бандитская империя               | Hoodlum Empire                   | Джо Грей                                                  |
| 1952       | ф | Энни из Оклахомы                 | Oklahoma Annie                   | Дэн Фрейзер                                               |
| 1953       | ф | Мятежный дух Кракатау            | Fair Wind to Java                | Флинт                                                     |
| 1953       | ф | Яркий свет солнца                | The Sun Shines Bright            | Эшби Корвин                                               |
| 1954       | ф | Юбилейный маршрут                | Jubilee Trail                    | Оливер Хейл                                               |
| 1954       | ф | Адский форпост                   | Hell's Outpost                   | Бен Хоудс                                                 |
| 1955       | ф | Последняя команда                | The Last Command                 | лейтенант Дикинсон                                        |
| 1955       | с | Студия 57                        | Studio 57                        | жоктор Джим белл (1 эпизод)                               |
| 1955— 1957 | с | Солдаты удачи                    | Soldiers of Fortune              | Тим Келли (52 эпизода)                                    |
| 1957       | ф | Неукротимая молодежь             | Untamed Youth                    | Расс Тропп                                                |
| 1957       | ф | Адский переплёт                  | Hell Bound                       | Джордан                                                   |
| 1957       | ф | Сестрички Далтон                 | The Dalton Girls                 | У.Т. «Иллинойс» Грей                                      |
| 1957       | с | Шоу Гейл Сторм                   | The Gale Storm Show: Oh! Susanna | Гэри Донован (1 эпизод)                                   |
| 1958       | ф | Форт павших                      | Fort Massacre                    | рядовой Роберт У. Трэвис                                  |
| 1958       | ф | Рио Браво                        | Rio Bravo                        | Натан Бёрдетт                                             |
| 1958       | с | Шайенн                           | Cheyenne                         | разные роли (2 эпизода)                                   |
| 1958       | с | Шугарфут                         | Sugarfoot                        | Джефф Сьюард (1 эпизод)                                   |
| 1958— 1960 | с | Мэверик                          | Maverick                         | разные роли (3 эпизода)                                   |
| 1958 —1962 | с | Представитель закона             | Lawman                           | маршал Дэн Трооп (156 эпизодов)                           |
| 1959       | ф | Йеллоустоун Келли                | Yellowstone Kelly                | Гэлл                                                      |
| 1959       | с | Северо-западный проход           | Northwest Passage                | Дэпиел (1 эпизод)                                         |
| 1961       | с | Сансет-Стрип, 77                 | 77 Sunset Strip                  | механический ковбой (1 эпизод, голос, в титрах не указан) |
| 1965       | ф | Восстание апачей                 | Apache Uprising                  | Вэнс Бакнер                                               |
| 1965       | с | Дэниэл Бун                       | Daniel Boone                     | Амос Макалир (1 эпизод)                                   |
| 1967       | ф | Оружие врага                     | Hostile Guns                     | Аарон Плезант                                             |
| 1967       | ф | Форт Юта                         | Fort Utah                        | Эли Джонас                                                |
| 1968       | ф | Солдат                           | Buckskin                         | Пэтч                                                      |
| 1968       | ф | Если не виновен – отпусти        | If He Hollers, Let Him Go!       | шериф                                                     |
| 1968       | ф | Горящие джунгли                  | Fireball Jungle                  | Неро                                                      |
| 1969       | с | Требуется вор                    | It Takes a Thief                 | Уильям Довер (5 эпизодов)                                 |
| 1970       | ф | Воскресный полдень               | Noon Sunday                      | Дармоди                                                   |
| 1970       | ф | Пушка для Кордобы                | Cannon for Cordoba               | Джон Джей Першинг                                         |
| 1971       | ф | Кровавое наследство              | Blood Legacy                     | Фрэнк Мэнти                                               |
| 1971— 1972 | с | Прозвища Смит и Джонс            | Alias Smith and Jones            | разные роли (4 эпизода)                                   |
| 1973       | с | Критическое положение!           | Emergency!                       | Сэм Джефферс (1 эпизод)                                   |
| 1974       | с | Маккалуд                         | McCloud                          | Гарри Хейг (1 эпизод)                                     |
| 1974       | с | Полицейская история              | Police Story                     | лейтенант Галвин (1 эпизод)                               |
| 1974       | с | Дымок из ствола                  | Gunsmoke                         | Карл Райкер (1 эпизод)                                    |
| 1975       | ф | Дым на ветру                     | Smoke in the Wind                | Кэгл Мондиер                                              |
| 1975       | ф | Влюблённые беглецы               | Fugitive Lovers                  | Харрис Александер                                         |
| 1976       | ф | Джоси Уэйлс — человек вне закона | The Outlaw Josey Wales           | Кровавый Билл Андерсон                                    |
| 1976       | ф | Там, где умирает ветер           | Allá donde muere el viento       |                                                           |
| 1977       | ф | История падре Кино               | Mission to Glory: A True Story   | капитан Солис                                             |
| 1979       | с | Звездная команда Джейсона        | Jason of Star Command            | командующий (12 эпизодов)                                 |
| 1981       | ф | Дядя Скэм                        | Uncle Scam                       | Арт                                                       |
| 1981       | ф | Шесть путей в ад                 | Seis pasajes al infierno         |                                                           |
| 1982       | ф | Поющий по кабакам                | Honkytonk Man                    | Джек Уэйд                                                 |
| 1982       | с | Саймон и Саймон                  | Simon & Simon                    | завсегдатай №2 в салуне (1 эпизод)                        |
| 1984       | с | Каскадёры                        | The Fall Guy                     | маршал Дэн Торп (1 эпизод)                                |
| 1985       | ф | Имя ему смерть                   | Pale Rider                       | Стокбёрн                                                  |
| 1988       | ф | Под дулом пистолета              | Under the Gun                    | Саймон Стоун                                              |